# حقوق ال‌جی‌بی‌تی در اسلواکی
افراد لزبین، همجنس‌گرا، دوجنس‌گرا و ترنس‌جندر (LGBT) در اسلواکی با چالش‌های حقوقی و اجتماعی زیادی روبرو هستند که ساکنان افراد ال‌جی‌بی‌تی با آن مواجه نیستند. فعالیت جنسی همجنس گرایان در سال ۱۹۶۲ در چکسلواکی قانونی شد. این کشور ازدواج همجنس گرایان یا اتحادیه‌های مدنی را به رسمیت نمی‌شناسد. امروزه، این کشور در مقایسه با همسایه خود، جمهوری چک، دیدگاه‌های محافظه کارانه‌تری در مورد حقوق افراد ال‌جی‌بی‌تی دارد.
اسلواکی دارای قوانین جامع ضد تبعیض است که گرایش جنسی و هویت جنسیتی را در زمینه‌هایی مانند اشتغال، کالاها و خدمات، آموزش و خدمات بهداشتی پوشش می‌دهد. جنایات ناشی از نفرت و سخنان نفرت‌انگیز جنایتکارانه است. نظرسنجی‌ها روندهای بسیار نوسانی را در حمایت از ازدواج همجنس گرایان و اتحادیه‌های مدنی نشان داده‌است. در سال ۲۰۱۹، نظرسنجی‌ها نشان داد که ۲۹٪ یا ۵۷٪ از اسلواکی‌ها از اتحادیه‌های مدنی حمایت می‌کنند. یک نظرسنجی پس از حمله تروریستی براتیسلاوا در سال ۲۰۲۲ نشان داد که تنها ۴۰ درصد از اتحادیه‌های مدنی حمایت می‌کنند. افراد تراجنسیتی در اسلواکی برای دسترسی به مراقبت‌های بهداشتی با مشکل مواجه می‌شوند و فقدان کامل مقررات در تغییر جنسیت قانونی این فرایند را بسیار فردی و دشوار می‌کند.